# ویتسترن (واشینگتن)
ویتسترن (به انگلیسی: Whitstran) یک منطقهٔ مسکونی در ایالات متحده آمریکا است که در شهرستان بنتون، واشینگتن واقع شده‌است. ویتسترن ۲۰۷ متر بالاتر از سطح دریا واقع شده‌است.